# Cyclosa strandi
Cyclosa strandi är en spindelart som beskrevs av Gábor von Kolosváry 1934. Cyclosa strandi ingår i släktet Cyclosa och familjen hjulspindlar. Inga underarter finns listade i Catalogue of Life.